# Persoonia arborea
Persoonia arborea (лат.) — кустарник или небольшое дерево, вид рода Персоония (Persoonia) семейства Протейные (Proteaceae), эндемик штата Виктория в Австралии.

## Ботаническое описание
Persoonia arborea — большой кустарник или небольшое дерево, которое обычно вырастает до высоты 3-14 м. Молодые веточки густо покрыты сероватыми или ржавыми волосками. Листья от узкой лопатообразной до копьевидный формы с более узким концом к основанию, 40-100 мм в длину и 6-21 мм в ширину. Цветки расположены поодиночке в пазухах листьев на цветоножке до 5 мм в длину, листочки околоцветника 16-20 мм длиной, с внешней стороны опушённые и с шипом 1-2 мм длиной на конце и с белыми пыльниками. Цветёт с декабря по март. Плоды представляют собой желтовато-зелёные костянки овальной формы примерно до 14 мм в длину и 12 мм в ширину.

## Таксономия
Впервые вид был официально описан в 1919 году немецким естествоиспытателем и ботаником Фердинандом фон Мюллером в 5-м томе Fragmenta Phytographiae Australiae на основе материала, который он собрал в «истоках рек Латроб и Ярра».

## Распространение
Persoonia arborea — эндемик австралийского штата Виктории. Встречается в эвкалиптовых лесах с большим количеством осадков к северо-востоку от Мельбурна на высотах 450—1200 м над уровнем моря.

## Охранный статус
Вид внесён в список «уязвимых» в Консультативном списке редких или находящихся под угрозой исчезновения растений Департамента устойчивого развития и окружающей среды штата Виктория. Однако в пределах своего ограниченного ареала вид P. arborea относительно обычен и способен колонизировать повреждённые земли. Около 40 % его среды обитания находится в национальном парке Ярра Рэнджес, а остальные 60 % находятся на государственных землях, используемых для лесозаготовок. Международный союз охраны природы классифицирует вид, как находящийся на грани полного исчезновения.